# Сэмпсон, Стив
Стив Сэ́мпсон (англ. Steve Sampson; 19 января 1957, Солт-Лейк-Сити, Юта, США) — американский футбольный тренер.

## Биография
В качестве футболиста играл в американских студенческих командах. Окончил Стэнфордский университет.
В качестве тренера в течение 15 лет работал с различными школьными и студенческими коллективами. Затем Сэмпсон вошёл в тренерский штаб сборной США к домашнему ЧМ-1994.
С 1995 по 1998 год возглавлял американскую сборную, которую Сэмпсон выводил на ЧМ-1998. Однако после неудачного выступления на мундиале тренер был отправлен в отставку.
После работы с США Сэмпсон возглавлял сборную Коста-Рики и клуб MLS «Лос-Анджелес Гэлакси».
В конце 2014 года после длительного перерыва вернулся к тренерской деятельности, возглавив студенческую команду Политехнического университета штата Калифорния.

## Достижения
Командные
- MLS — 2005

Международные
 США
- Золотой кубок КОНКАКАФ — 1998
- Золотой кубок КОНКАКАФ — 1996